# 小行星5347
小行星5347（英語：5347）是一颗围绕太阳公转的小行星。1985年2月24日，埃莉諾·赫琳在帕洛马山发现了此天体。
这颗小行星的绝对星等为13.39709986868501等。